# Zé Luiz (basquetebolista)
José Luiz Santos de Azevedo, conhecido como Zé Luiz (nascido em 1 de março de 1929) é um jogador de basquete brasileiro aposentado que competiu nos Jogos Olímpicos de Verão de 1952 e nos Jogos Olímpicos de Verão de 1956.